# Newhall
Newhall és una població dels Estats Units a l'estat d'Iowa. Segons el cens del 2000 tenia 886 habitants.

## Demografia
Segons el cens del 2000, Newhall tenia 886 habitants, 360 habitatges, i 245 famílies. La densitat de població era de 1.140,3 habitants/km².
Dels 360 habitatges en un 33,9% hi vivien nens de menys de 18 anys, en un 61,1% hi vivien parelles casades, en un 4,4% dones solteres, i en un 31,9% no eren unitats familiars. En el 27,5% dels habitatges hi vivien persones soles el 17,5% de les quals corresponia a persones de 65 anys o més que vivien soles. El nombre mitjà de persones vivint en cada habitatge era de 2,46 i el nombre mitjà de persones que vivien en cada família era de 3,02.
Per edats la població es repartia de la següent manera: un 27,2% tenia menys de 18 anys, un 6,9% entre 18 i 24, un 26,2% entre 25 i 44, un 18,7% de 45 a 60 i un 21% 65 anys o més.
L'edat mediana era de 39 anys. Per cada 100 dones de 18 o més anys hi havia 88 homes.
La renda mediana per habitatge era de 43.269 $ i la renda mediana per família de 51.250 $. Els homes tenien una renda mediana de 35.250 $ mentre que les dones 29.167 $. La renda per capita de la població era de 20.124 $. Entorn del 0,8% de les famílies i el 2,3% de la població estaven per davall del llindar de pobresa.

## Poblacions més properes
El següent diagrama mostra les poblacions més properes.